# Longhorn Spurs
I Longhorn Spurs (in lingua inglese: speroni rocciosi longhorn) formano una dorsale montuosa antartica, lunga 22 km, che si estende verso nord fino al bordo della Barriera di Ross, tra il Ghiacciaio Massam e il Ghiacciaio Barrett, nelle Prince Olav Mountains, catena montuosa che fa parte dei Monti della Regina Maud, in Antartide. 
Una serie di speroni rocciosi sporgono dal fianco occidentale della dorsale.
La denominazione è stata assegnata dal gruppo di esplorazione del Ghiacciaio Shackleton della Texas Tech University (1964-65) che lo aveva visitato, perché le sporgenze degli speroni rocciosi ricordano le lunghe corna dei longhorn del Texas, una razza bovina specifica del Texas e caratterizzata da corna estremamente lunghe.